# Ligota (Czechowice-Dziedzice)

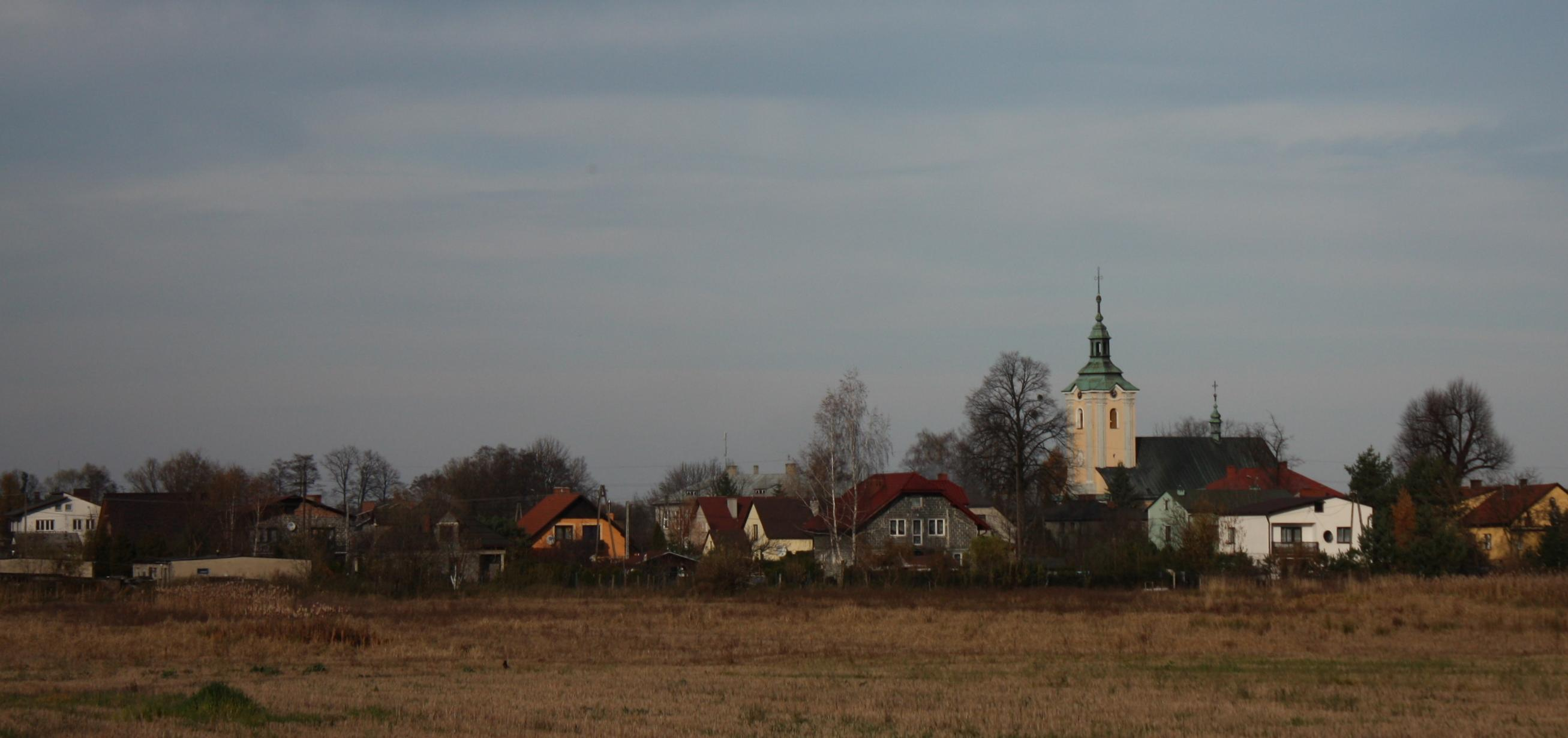
Ortsblick

Ligota (deutsch Ellgoth) ist eine Ortschaft mit einem Schulzenamt der Gmina Czechowice-Dziedzice im Powiat Bielski der Woiwodschaft Schlesien, Polen.

## Geographie
Ligota liegt im Auschwitzer Becken (Kotlina Oświęcimska), etwa 8 km nordwestlich von Bielsko-Biała und 45 km südlich von Katowice im Powiat (Kreis) Bielsko-Biała.
Das Dorf hat eine Fläche von etwa 1400 ha.
Nachbarorte sind Zabrzeg im Norden, die Stadt Czechowice-Dziedzice im Osten, Międzyrzecze Dolne im Süden, Bronów im Westen.

## Geschichte
Das Dorf liegt im Olsagebiet (auch Teschener Schlesien, polnisch Śląsk Cieszyński).
Der Ort wurde 1452 erstmals urkundlich als Elgot erwähnt. Walter Kuhn dachte, es würde später als Targerstorff (1565, 1571) erwähnt („wahrscheinlich älterer Name für Ellgoth nö. Bielitz“). Der Name Lgotka erschien wieder im 1592. Der Name bedeutet Gnadenfrist.
Politisch gehörte das Dorf zum Herzogtum Teschen, die Lehensherrschaft des Königreichs Böhmen, seit 1526 in der Habsburgermonarchie.
Nach der Aufhebung der Patrimonialherrschaften war es ab 1850 eine Gemeinde in Österreichisch-Schlesien, Bezirk und Gerichtsbezirk Bielitz. In den Jahren 1880 bis 1910 stieg die Einwohnerzahl von 1651 im Jahre 1880 auf 1792 im Jahre 1910 an, es waren überwiegend polnischsprachige (zwischen 94,1 % und 99,4 %), auch deutschsprachige (5,9 % im Jahre 1880). Im Jahre 1910 waren 90,4 % römisch-katholisch, 7,9 % evangelisch und 31 (1,7 %) Juden.
Eine katholische Kirche wurde in den Jahren 1801 bis 1806 gebaut.
1920, nach dem Zusammenbruch der k.u.k. Monarchie und dem Ende des Polnisch-Tschechoslowakischen Grenzkriegs, kam Ligota zu Polen. Unterbrochen wurde dies nur durch die Besetzung Polens durch die Wehrmacht im Zweiten Weltkrieg.
Von 1975 bis 1998 gehörte Ligota zur Woiwodschaft Katowice.